# Guillaume Guillon-Lethière

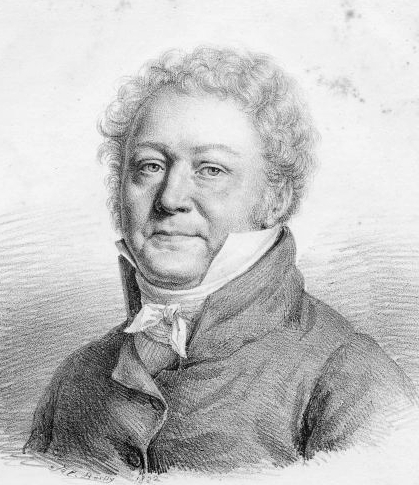
Guillaume Guillon-Lethière, von Louis-Léopold Boilly (1822)

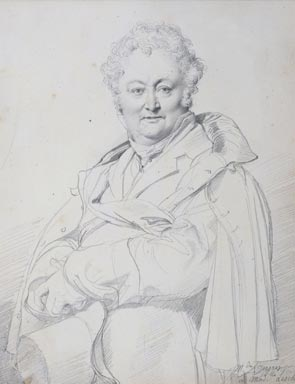
Porträt, von Jean-Auguste-Dominique Ingres (1815)

Guillaume Guillon-Lethière  (* 10. Januar 1760 in Sainte-Anne, Guadeloupe; †  22. April 1832 in Paris)  war ein französischer Maler.

## Leben und Wirken
Guillaume wurde als Sohn des französischen Kolonialoffiziers Pierre Guillon geboren. Mit 14 Jahren ging er nach Frankreich und mit 17 Jahren wurde er Schüler von Gabriel François Doyen an der Académie royale de peinture et de sculpture. 1784 gewann er den zweiten Platz beim Prix de Rome für sein Gemälde Frau von Kanaan am Fuße Christi. Zwei Jahre später kämpfte er erneut um diesen Preis, gewann aber nicht. Gleichwohl erhielt er Unterstützung für eine Reise nach Rom, wo er seinen neoklassizistischen Stil weiterentwickeln konnte.
Guillaume verblieb mehrere Jahre in Rom, bevor er 1791 nach Paris zurückkehrte. Er eröffnete in Paris ein Gemäldestudio in direkter Konkurrenz zum Maler Jacques-Louis David. Von 1807 bis 1816 war er Direktor der Académie de France à Rome. 1818 wurde er mit der Mitgliedschaft in der Ehrenlegion ausgezeichnet. 1819 wurde er Hochschullehrer an der École des Beaux-Arts in Paris. Unter seinen Schülern waren Isidore Pils, Théodore Rousseau, Nicolas François Octave Tassaert und Louis Boulanger. Mélanie d’Hervilly, ebenfalls eine Schülerin und Porträtmalerin, war zugleich auch seit 1815 seine Pflegetochter. Sie überlebte ihn, im Gegensatz zu seinen eigenen Kindern. Nachdem Lethière 1832 während einer Cholera-Epidemie starb, begrub sie ihn neben ihrem Pflegevater Louis-Jérôme Gohier.

## Werke (Auswahl)

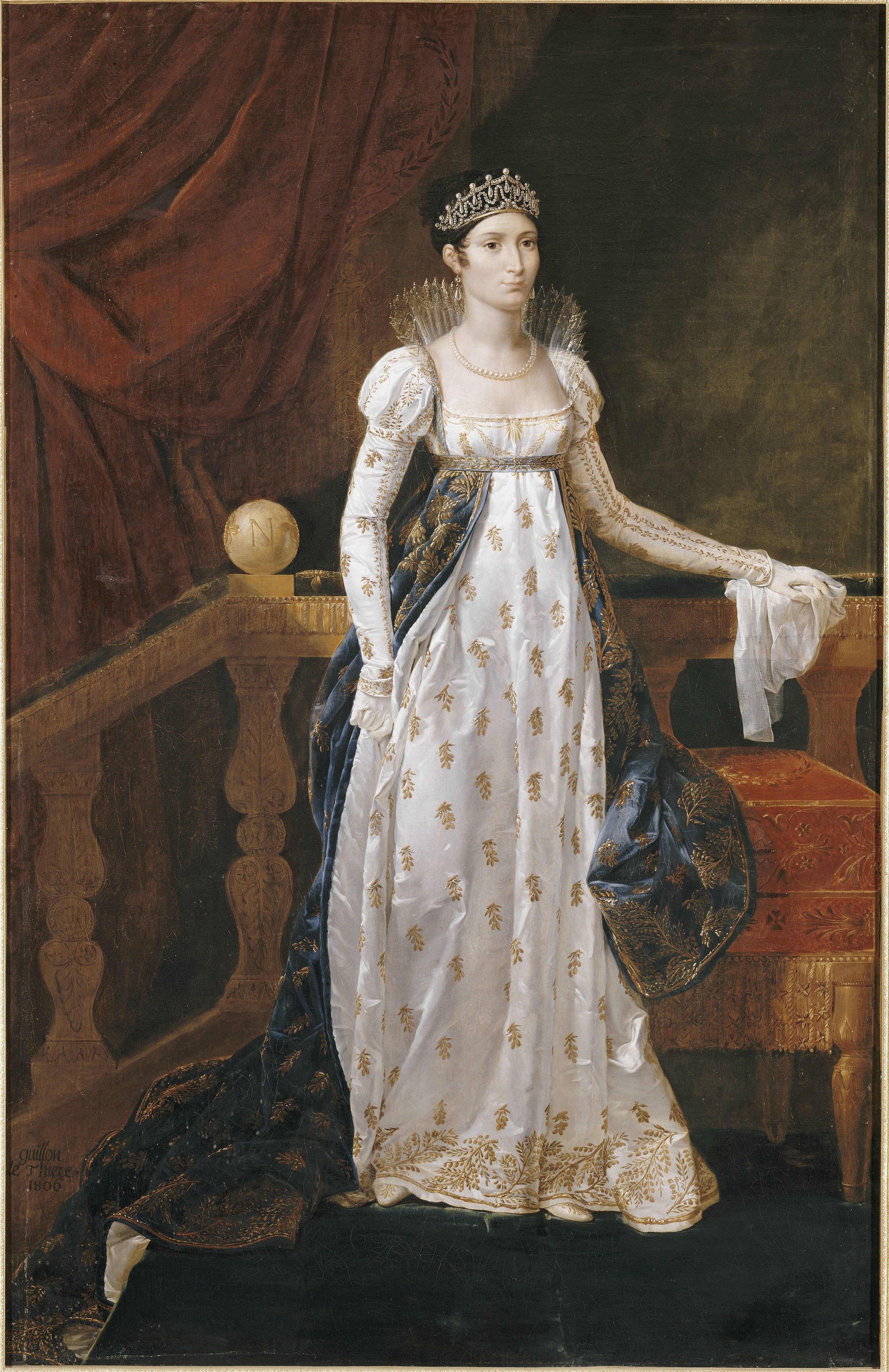
Elisa Bonaparte
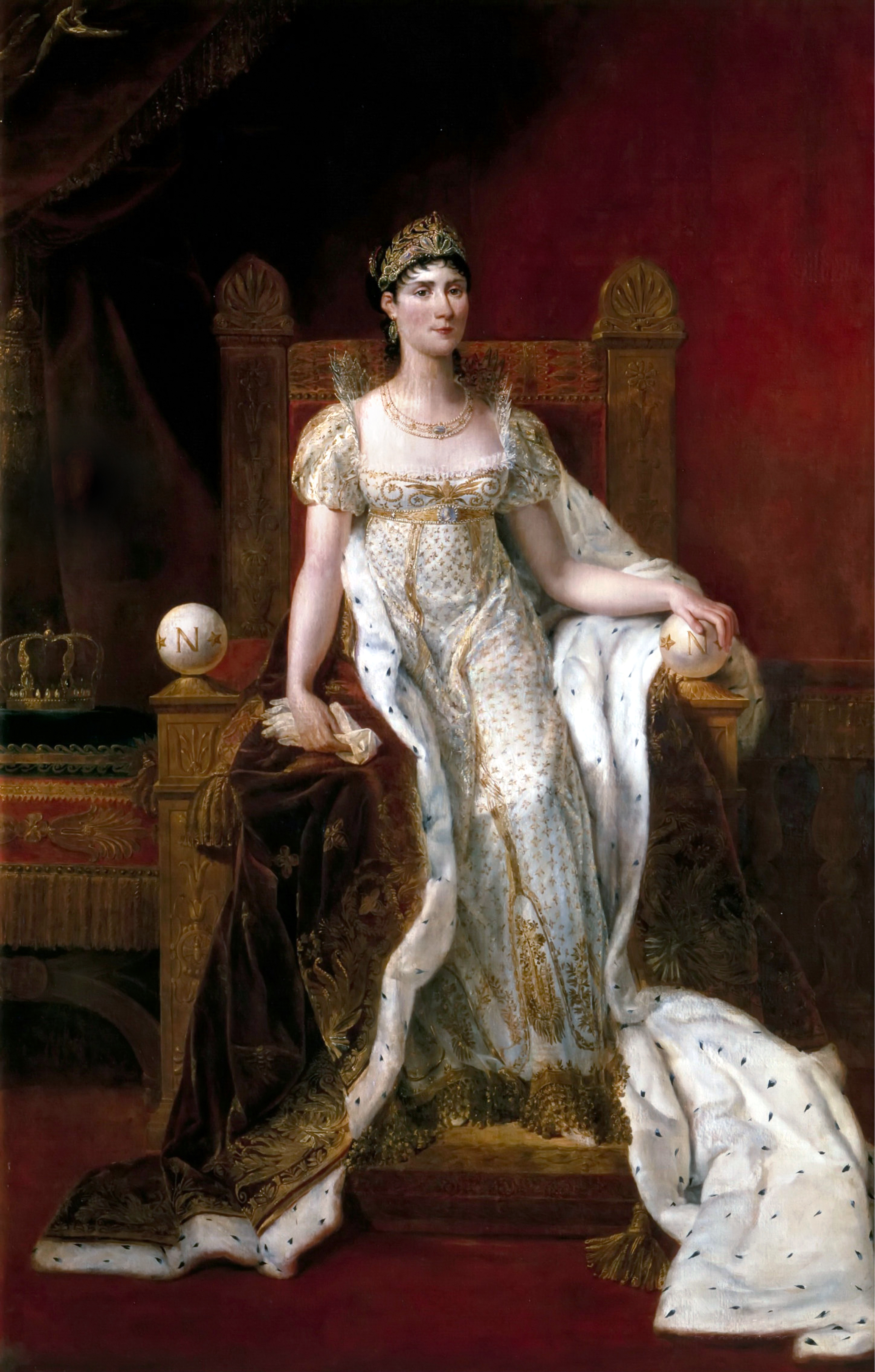
Joséphine de Beauharnais
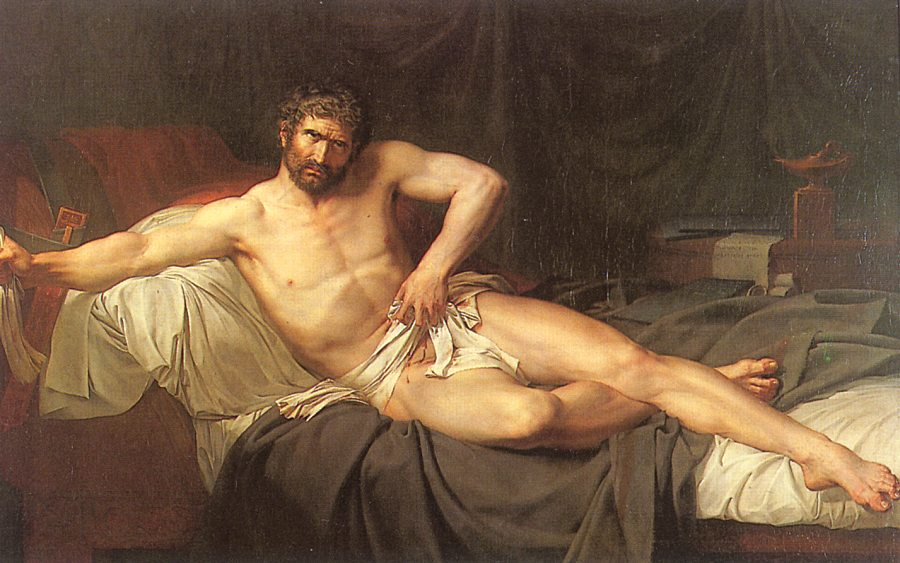
Der Tod von Marcus Porcius Cato dem Jüngeren, 1795, Ermitage Sankt Petersburg
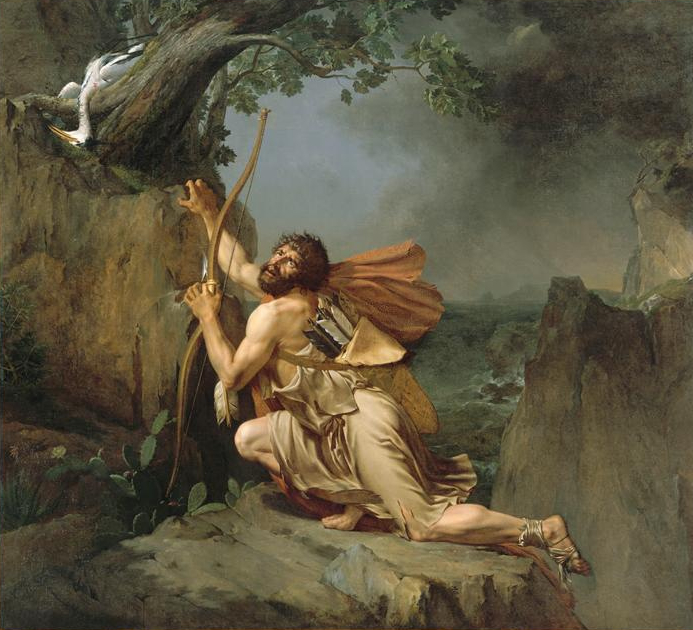
Philoktetes auf der Insel Lemnos
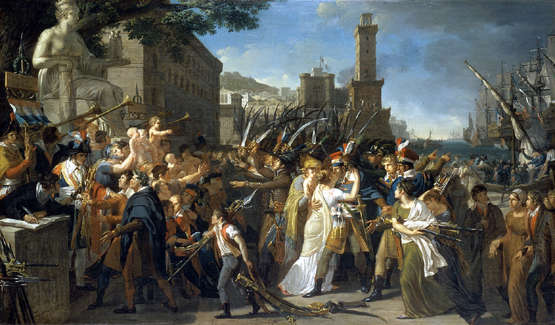
Das Vaterland in Gefahr
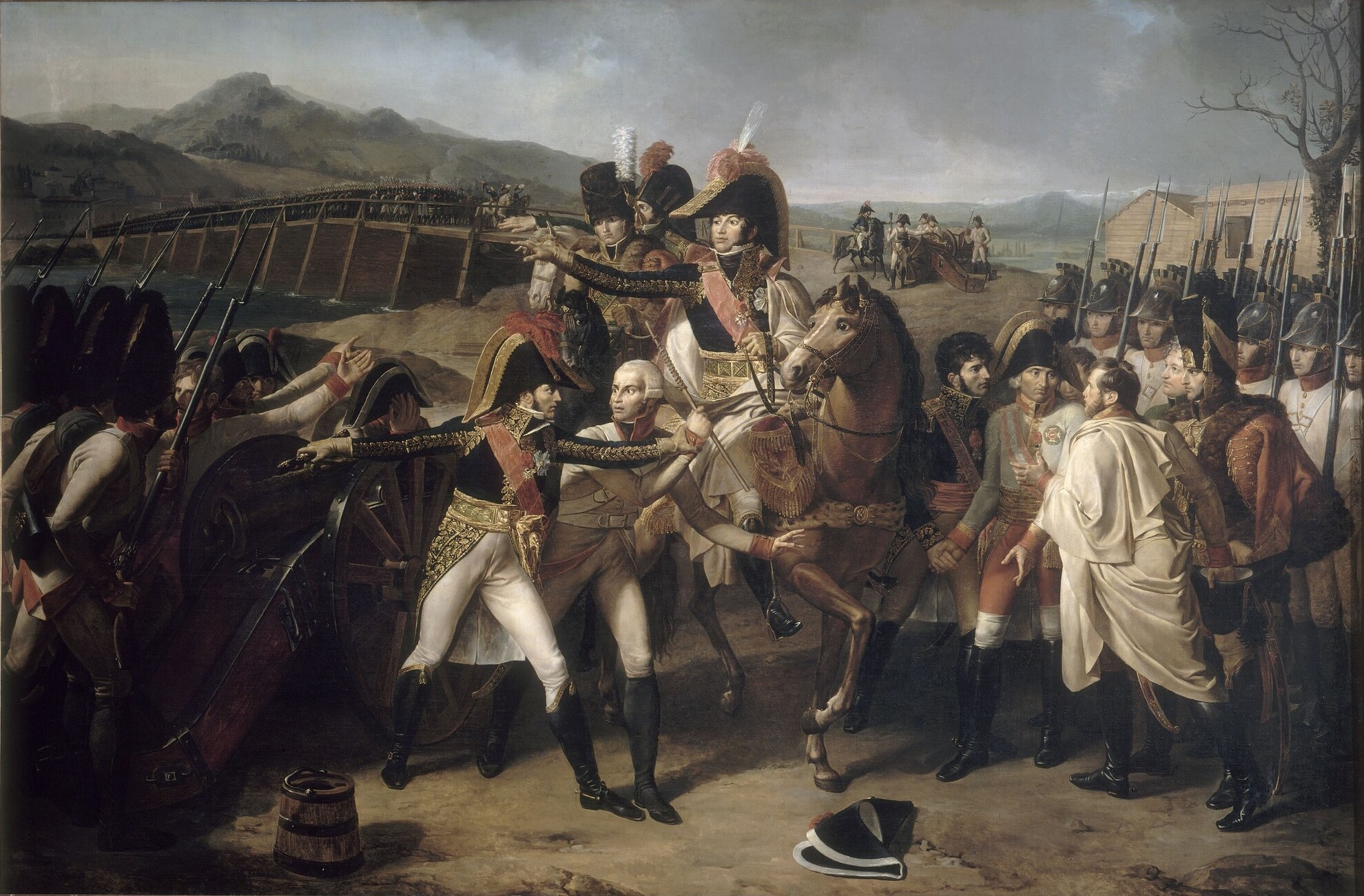
Wunder an der Brücke der Donau, 14. November 1805
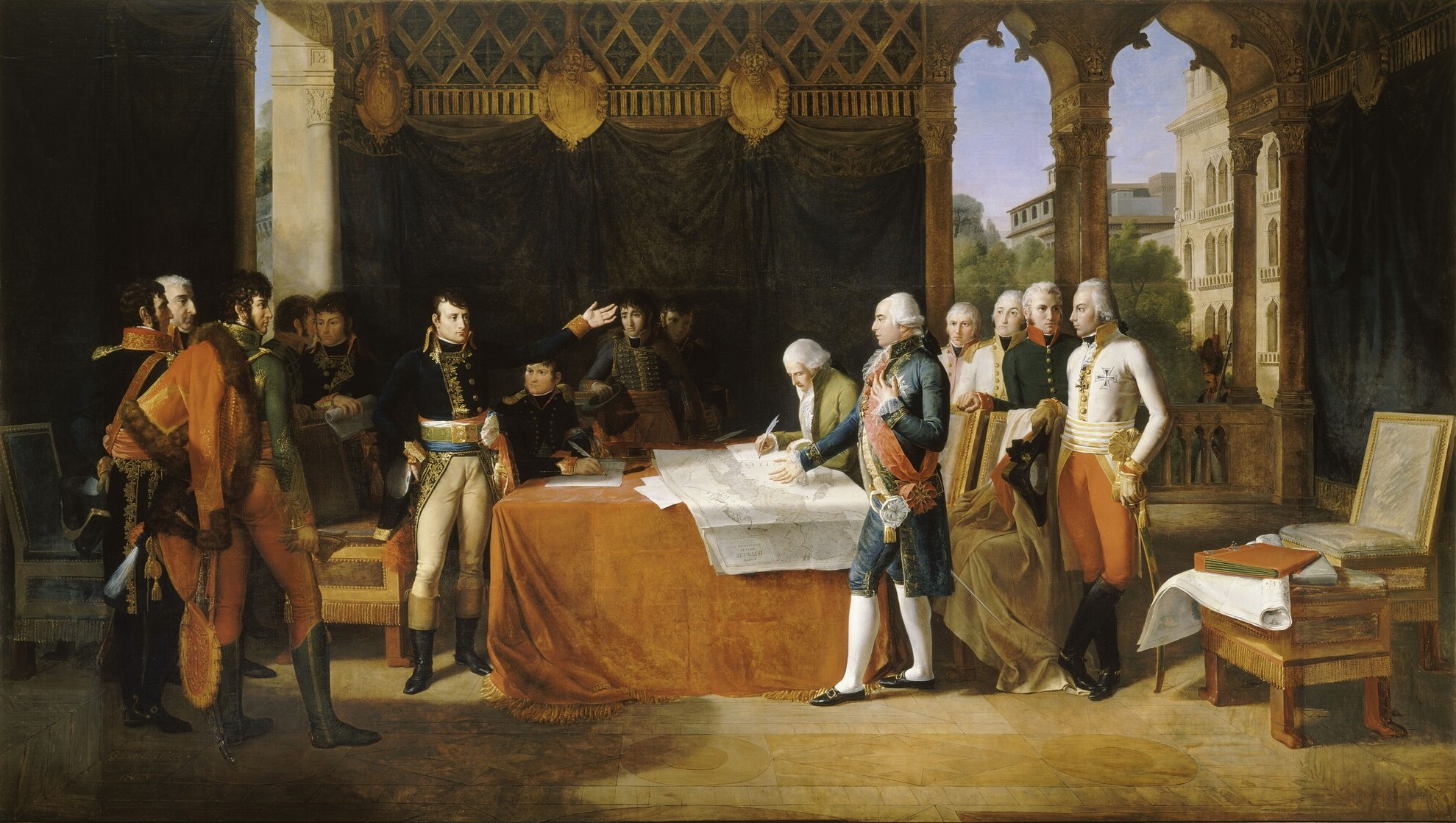
Vorfrieden von Leoben